# Edmund Kapłoński
Edmund Kapłoński (ur. 8 sierpnia 1927 roku w Jaroszewie k. Żnina, zm. 27 listopada 2011 w Żninie) – polski artysta plastyk, tworzący w technice intarsji.
Edmund Kapłoński od najmłodszych lat uczył się rysunku, malarstwa i rzeźby. Kiedy podczas II wojny światowej aresztowano i wywieziono na roboty do Niemiec jego ojca, zmuszony utrzymać rodzinę, w wieku 12 lat podjął pracę w warsztacie stolarskim. Ta też zaczął rozwijać i doskonalić talent oraz umiejętności, związane ze zdobnictwem drewna, a w szczególności intarsją. Po zakończeniu wojny, w latach 1945-1952 pracował w Bydgoskiej Fabryce Mebli Artystycznych, a następnie powrócił do Żnina. Wówczas też zaczęły powstawać pierwsze obrazy. Debiutancka wystawa artysty została zorganizowana w 1960 roku w Bydgoszczy przez Kujawsko-Pomorskie Towarzystwo Kulturalne. Jego prace zaczęły zdobywać uznanie: na Ogólnopolskiej Wystawie Rzemiosł Artystycznych w 1969 roku otrzymał złoty medal.

Podczas wielu lat działalności artystycznej, Kapłoński stworzył ponad 3000 obrazów (pejzaże, portrety, sceny historyczne). Jego prace wystawiane były na wystawach w kraju i zagranicą (Lipsk, Drezno, Rostock, Berlin Zachodni, Monachium, Budapeszt, Bratysława, Veselí nad Moravou, Wilno, Birsztany oraz Paryż). Wykonany przez artystę stół znajduje się w gmachu Kancelarii Prezesa Rady Ministrów, natomiast portret Wincentego Witosa - w siedzibie Polskiego Stronnictwa Ludowego. Stworzona przez niego droga krzyżowa zdobi żniński kościół Najświętszej Maryi Panny Królowej Polski. Jeden z obrazów został ofiarowany królowi Szwecji, Karolowi XVI Gustawowi.

Kapłoński był członkiem Międzynarodowego Stowarzyszenia Twórców Intarsji w Paryżu, Związku Polskich Artystów Plastyków oraz honorowym członkiem Żnińskiego Towarzystwa Kulturalnego. Za swą działalność był wielokrotnie odznaczany, m.in. Srebrnym i Złotym Krzyżem Zasługi oraz odznaką Zasłużony Działacz Kultury.